# Journal of Chemical Education
Journal of Chemical Education（ジャーナル・オブ・ケミカル・エデュケーション、略称:J.Chem.Educ.）は月刊の査読つき学術雑誌の一つである。紙媒体と電子媒体の両方で読むことができる。アメリカ化学会の化学教育部門が発行している。 1924年にニール・ゴードンによって創刊された。化学教育に関する研究を掲載している。